# Уануни
Уануни (исп. Huanuni, кечуа Wanuni) — город на западе центральной части Боливии. Административный центр провинции Панталеон-Даленсе в департаменте Оруро.

## География
Расположен в 44 км к юго-западу от города Оруро, на высоте 3957 м над уровнем моря, на реке Уануни.

## Климат
Климат города — довольно холодный и засушливый. Среднегодовая температура составляет около 10°С, а годовой уровнем осадков — около 400 мм.

## Население
Население по данным переписи 2001 года составляло 15 106 человек; по данным на 2010 год оно составляет 17 378 человек.